# Zeelandhallen
De Zeelandhallen is een multifunctioneel evenementencomplex in Goes, waar congressen, concerten, beurzen en bijeenkomsten gehouden kunnen worden.

## Zeelandhallen voor 2005
In december 1969 werd begonnen met de bouw van een nieuw complex en in januari 1971 verschenen twee grote hallen ('Westerscheldehal' en 'Oosterscheldehal') met een oppervlakte van ruim 10.000 m². Ook waren er verschillende kleinere zaaltjes waar conferenties en bijeenkomsten georganiseerd konden worden, zo is er ook een tentoonstellingshal, waar verschillende exposities plaatsvinden.

## Overname door Libéma
In 2005 werden de Zeelandhallen aangekocht door exploitant Libéma. Deze verbouwde het complex grondig en maakte er een multifunctioneel centrum van. De hallen werden gerenoveerd en er kwam een nieuwe hal bij van circa 4.800 m². Deze 'Noordzeehal' werd in januari 2007 geopend. Er kunnen onder meer concerten en feesten gehouden worden.
Het totale terrein beslaat bijna 15.000 m², en er kunnen maximaal 12.000 personen in het complex terecht.
Er zijn inmiddels verschillende faciliteiten gevestigd in het complex, zoals een beursrestaurant, een leisurecentrum, een bowlingcentrum met 12 bowlingbanen en een bioscoop.
De Zeelandhallen liggen direct aan de snelweg A256. Evenementen als Indoor Motorsport, Snuffelmarkt, Horeca Beurs, Contacta, Technische Vakbeurs, Pasar Malam Istimewa XL, Modelbouwshow en Lente- Tuin en Woonbeurs vinden hier jaarlijks plaats.